# Monday Night Football
Monday Night Football est une émission de télévision américaine encadrant la diffusion du match du lundi soir de la National Football League. L'émission a débuté en 1970 sur le réseau ABC et a été transféré en 2006 sur ESPN, deux sociétés liées depuis les années 1980 et filiale de la Walt Disney Company depuis 1996.
Cette émission est une institution, seconde plus ancienne émission de première partie de soirée (derrière 60 Minutes de CBS), elle totalise plus 555 retransmissions de matchs. Elle est diffusée en Europe via ESPN America et au Canada sur les chaînes TSN (anglophone) et RIS (francophone), deux coentreprises d'ESPN et Bell Média. Une version en espagnol est diffusée sur ESPN Deportes aux États-Unis et sur ESPN Latin America.

## Historique
La première émission est diffusée le 21 septembre 1970 depuis Cleveland.
Le 31 août 2006, ABC annonce le transfert de l'émission du lundi au samedi à compter du 2 septembre 2006, l'émission devenant Saturday Night Football, sponsorisée par Southwest Airlines.